# Dorfbahn Serfaus
O Dorfbahn Serfaus é um invulgar sistema subterrâneos funicular de transporte de passageiros localizado na aldeia tirolesa de Serfaus, na Áustria. 

## Acesso
Serfaus é uma estação de esqui com grande movimento durante o inverno. As pistas são acessadas por um teleférico cujas estações inferiores estão situadas em uma das extremidades da rua principal da vila. Um grande estacionamento está localizado na outra extremidade desta rua, e o Dorfbahn liga os dois pontos, ficando a vila uma área livre de carros. Além das duas estações terminais em Seilbahn (teleférico) e Parkplatz (estacionamento), existem duas estações intermediárias no centro do lugarejo.